# 言経本源氏物語
言経本源氏物語（ときつねほんげんじものがたり）は、源氏物語の写本のひとつである。

## 概要
本写本は現在は54帖中若紫を除く53帖のみが現存している。戦国時代の公家である山科言経（永正4年4月26日（1507年6月6日）- 天正7年3月2日（1579年3月28日））による自筆の書入とされるものがあることからこの名で呼ばれる。元々の本文は別本で山科言継が青表紙本に基づく書き入れを行ったとされている。元加賀藩主である前田家の所蔵であり、現在は尊経閣文庫が管理している。

## 校本への採用
「校異源氏物語」及び「源氏物語大成校異編」に写本記号「言」、「山科言継自筆書入　前田侯爵家蔵」として採用されている。大津有一の「諸本解題」『源氏物語事典』では「匂宮と竹河のみ校異が採用された」としているが、実際には鈴虫を含めた3帖が採用されている。
源氏物語別本集成には写本記号「言」、「言経本（前田家蔵）」として第11巻に幻、匂宮、竹河、橋姫の4帖が採用されている。
2005年に刊行を開始した「源氏物語別本集成 続」（2010年現在刊行中）では、写本記号「前」、写本名を「前田本（尊経閣文庫蔵）」と変更した上で、現在は欠けている若紫以外の巻すべての採用を予定している。